# Barbara Werle
Barbara May Theresa Werle (Mount Vernon (Nueva York), 6 de octubre de 1928-Carlsbad (California), 1 de enero de 2013) fue una actriz, bailarina y cantante estadounidense, conocida por su papel en Seconds (1966).

## Biografía
Werle fue bailarina de salón después de graduarse en el instituto, ganando el prestigioso Harvest Moon Ball a principio de la década de los 50. Formó parte del grupo Barbara and Mansell, que hizo giras por los Estados Unidos.
Para la televisión, Werle tuvo el papel de June en San Francisco International Airport (1970–1971). Otros títulos televisivos para los que trabajó fueron The Ed Sullivan Show y en otras series de la NBC como The Virginian, durante la década de los 60 y 70.
Entre los títulos en el cine, se incluyen los films de Elvis Presley como Tickle Me, Harum Scarum (1965) y Charro! (1969); Battle of the Bulge (1965), The Rare Breed (1966), Gunfight in Abilene (1967), Krakatoa, East of Java (1969) y Gone with the West (1974).
Se retiró en La Costa (California). Cantó como soprano en el St. Elizabeth Seton Traditional Choir desde 2000 hasta 2012. Murió por causas desconocidas a los 84 años en Carlsbad (California).

## Filmografía
| Año  | Título en español         | Título original        | Director               | Papel       |
| ---- | ------------------------- | ---------------------- | ---------------------- | ----------- |
| 1965 | Hazme cosquillas          | Norman Taurog          | Barbara                |             |
| 1965 | A lo loco                 | Harum Scarum           | Gene Nelson            | Leilah      |
| 1965 | La batalla de las Ardenas | Battle of the Bulge    | Ken Annakin            | Elena       |
| 1966 | Una dama entre vaqueros   | The Rare Breed         | Andrew V. McLaglen     | Gert        |
| 1966 | Plan diabólico            | Seconds                | John Frankenheimer     | Secretaria  |
| 1967 | Justicia en Abilene       | Gunfight in Abilene    | William Hale           | Leann       |
| 1967 | Bikini Paradise           | Bikini Paradise        | Gregg G. Tallas        | Uncredited  |
| 1968 | Al este de Java           | Krakatoa, East of Java | Bernard L. Kowalski    | Charley     |
| 1969 | Charro!                   | Charro!                | Charles Marquis Warren | Sara Ramsey |
| 1974 | Lo que el Oeste se llevó  | Gone with the West     | Bernard Girard         | Billie      |